# E675号線
E675号線(E675ごうせん、英: European route E675) はルーマニアのアジジャから、ブルガリアのカルダムを結ぶ、欧州自動車道路のBクラス幹線道路。

## 経路
- ルーマニア
  - E60号線 – アジジャ
  - ネグル・ヴォダ (Negru Vodă)
- ブルガリア
  - カルダム